# Équipe de Palestine des moins de 17 ans de football
Maillots
L'équipe de Palestine de football des moins de 17 ans est constituée par une sélection des meilleurs joueurs palestiniens de 17 ans et moins sous l'égide de la PFA.

## Résultats

### Parcours en Coupe d'Asie
| Résultats en Coupe d'Asie | Résultats en Coupe d'Asie        | Résultats en Coupe d'Asie        | Résultats en Coupe d'Asie        | Résultats en Coupe d'Asie        | Résultats en Coupe d'Asie        | Résultats en Coupe d'Asie        | Résultats en Coupe d'Asie        | Résultats en Coupe d'Asie        |             | Résultats en qualifications | Résultats en qualifications | Résultats en qualifications | Résultats en qualifications | Résultats en qualifications | Résultats en qualifications | Résultats en qualifications |
| Année                     | Tour                             | J                                | G                                | N                                | P                                | BP                               | BC                               | Diff                             | J           | G                           | N                           | P                           | BP                          | BC                          | Diff                        |                             |
| 1985                      | Non inscrit                      | Non inscrit                      | Non inscrit                      | Non inscrit                      | Non inscrit                      | Non inscrit                      | Non inscrit                      | Non inscrit                      | Non inscrit | Non inscrit                 | Non inscrit                 | Non inscrit                 | Non inscrit                 | Non inscrit                 | Non inscrit                 | Non inscrit                 |
| 1986                      | Non inscrit                      | Non inscrit                      | Non inscrit                      | Non inscrit                      | Non inscrit                      | Non inscrit                      | Non inscrit                      | Non inscrit                      | Non inscrit | Non inscrit                 | Non inscrit                 | Non inscrit                 | Non inscrit                 | Non inscrit                 | Non inscrit                 | Non inscrit                 |
| 1988                      | Non inscrit                      | Non inscrit                      | Non inscrit                      | Non inscrit                      | Non inscrit                      | Non inscrit                      | Non inscrit                      | Non inscrit                      | Non inscrit | Non inscrit                 | Non inscrit                 | Non inscrit                 | Non inscrit                 | Non inscrit                 | Non inscrit                 | Non inscrit                 |
| 1990                      | Non inscrit                      | Non inscrit                      | Non inscrit                      | Non inscrit                      | Non inscrit                      | Non inscrit                      | Non inscrit                      | Non inscrit                      | Non inscrit | Non inscrit                 | Non inscrit                 | Non inscrit                 | Non inscrit                 | Non inscrit                 | Non inscrit                 | Non inscrit                 |
| 1992                      | Non inscrit                      | Non inscrit                      | Non inscrit                      | Non inscrit                      | Non inscrit                      | Non inscrit                      | Non inscrit                      | Non inscrit                      | Non inscrit | Non inscrit                 | Non inscrit                 | Non inscrit                 | Non inscrit                 | Non inscrit                 | Non inscrit                 | Non inscrit                 |
| 1994                      | Non inscrit                      | Non inscrit                      | Non inscrit                      | Non inscrit                      | Non inscrit                      | Non inscrit                      | Non inscrit                      | Non inscrit                      | Non inscrit | Non inscrit                 | Non inscrit                 | Non inscrit                 | Non inscrit                 | Non inscrit                 | Non inscrit                 | Non inscrit                 |
| 1996                      | Non inscrit                      | Non inscrit                      | Non inscrit                      | Non inscrit                      | Non inscrit                      | Non inscrit                      | Non inscrit                      | Non inscrit                      | Non inscrit | Non inscrit                 | Non inscrit                 | Non inscrit                 | Non inscrit                 | Non inscrit                 | Non inscrit                 | Non inscrit                 |
| 1998                      | Tour préliminaire                | Tour préliminaire                | Tour préliminaire                | Tour préliminaire                | Tour préliminaire                | Tour préliminaire                | Tour préliminaire                | Tour préliminaire                | 3           | 0                           | 0                           | 3                           | 1                           | 20                          | -19                         |                             |
| 2000                      | Non inscrit                      | Non inscrit                      | Non inscrit                      | Non inscrit                      | Non inscrit                      | Non inscrit                      | Non inscrit                      | Non inscrit                      | Non inscrit | Non inscrit                 | Non inscrit                 | Non inscrit                 | Non inscrit                 | Non inscrit                 | Non inscrit                 | Non inscrit                 |
| 2002                      | Tour préliminaire                | Tour préliminaire                | Tour préliminaire                | Tour préliminaire                | Tour préliminaire                | Tour préliminaire                | Tour préliminaire                | Tour préliminaire                | 3           | 0                           | 0                           | 3                           | 3                           | 8                           | -5                          |                             |
| 2004                      | Tour préliminaire                | Tour préliminaire                | Tour préliminaire                | Tour préliminaire                | Tour préliminaire                | Tour préliminaire                | Tour préliminaire                | Tour préliminaire                | 2           | 0                           | 0                           | 2                           | 0                           | 10                          | -10                         |                             |
| 2006                      | Tour préliminaire                | Tour préliminaire                | Tour préliminaire                | Tour préliminaire                | Tour préliminaire                | Tour préliminaire                | Tour préliminaire                | Tour préliminaire                | 2           | 0                           | 0                           | 2                           | 0                           | 5                           | -5                          |                             |
| 2008                      | Tour préliminaire                | Tour préliminaire                | Tour préliminaire                | Tour préliminaire                | Tour préliminaire                | Tour préliminaire                | Tour préliminaire                | Tour préliminaire                | 5           | 0                           | 1                           | 4                           | 4                           | 26                          | -22                         |                             |
| 2010                      | Tour préliminaire                | Tour préliminaire                | Tour préliminaire                | Tour préliminaire                | Tour préliminaire                | Tour préliminaire                | Tour préliminaire                | Tour préliminaire                | 5           | 1                           | 0                           | 4                           | 3                           | 17                          | -14                         |                             |
| 2012                      | Tour préliminaire                | Tour préliminaire                | Tour préliminaire                | Tour préliminaire                | Tour préliminaire                | Tour préliminaire                | Tour préliminaire                | Tour préliminaire                | 4           | 1                           | 0                           | 3                           | 2                           | 15                          | -13                         |                             |
| 2014                      | Tour préliminaire                | Tour préliminaire                | Tour préliminaire                | Tour préliminaire                | Tour préliminaire                | Tour préliminaire                | Tour préliminaire                | Tour préliminaire                | 2           | 0                           | 0                           | 2                           | 1                           | 12                          | -11                         |                             |
| 2016                      | Tour préliminaire                | Tour préliminaire                | Tour préliminaire                | Tour préliminaire                | Tour préliminaire                | Tour préliminaire                | Tour préliminaire                | Tour préliminaire                | 3           | 1                           | 0                           | 2                           | 3                           | 8                           | -5                          |                             |
| 2018                      | Tour préliminaire                | Tour préliminaire                | Tour préliminaire                | Tour préliminaire                | Tour préliminaire                | Tour préliminaire                | Tour préliminaire                | Tour préliminaire                | 3           | 1                           | 0                           | 2                           | 2                           | 8                           | -6                          |                             |
| 2020                      | Non qualifié mais tournoi annulé | Non qualifié mais tournoi annulé | Non qualifié mais tournoi annulé | Non qualifié mais tournoi annulé | Non qualifié mais tournoi annulé | Non qualifié mais tournoi annulé | Non qualifié mais tournoi annulé | Non qualifié mais tournoi annulé | 3           | 1                           | 1                           | 1                           | 7                           | 5                           | +2                          |                             |
| 2023                      | À venir                          | À venir                          | À venir                          | À venir                          | À venir                          | À venir                          | À venir                          | À venir                          |             |                             |                             |                             |                             |                             |                             |                             |
| Total                     |                                  |                                  |                                  |                                  |                                  |                                  |                                  |                                  | 35          | 5                           | 2                           | 28                          | 26                          | 132                         | -106                        |                             |

## Parcours en Coupe du monde des moins de 17 ans
- 1985 : Non inscrite
- 1987 : Non inscrite
- 1989 : Non inscrite
- 1991 : Non inscrite
- 1993 : Non inscrite
- 1995 : Non inscrite
- 1997 : Non inscrite
- 1999 : Non inscrite
- 2001 : Non inscrite
- 2003 : Non qualifiée
- 2005 : Non qualifiée
- 2007 : Non qualifiée
- 2009 : Non qualifiée
- 2011 : Non qualifiée
- 2013 : Non qualifiée
- 2015 : Non qualifiée
- 2017 : Non qualifiée
- 2019 : Non qualifiée
- 2023 : À venir